# Sasja Sokolov
Sasja Sokolov (Russisch: Саша Соколов), geboren als Alexander Vsevolodowvitsj Sokolov (Russisch: Александр Всеволодович Соколов) (Ottawa, 6 november 1943), is een Russisch schrijver.

## Leven en werk
Sokolov werd geboren als zoon van de Russische gezant in Canada. De familie ging in 1946 terug naar de Sovjet-Unie, waar Sokolov later journalistiek studeerde. In 1975 kreeg Sokolov asiel in Oostenrijk, na een hongerstaking van zijn Oostenrijkse vriendin en latere vrouw Johanna Steindl, die hij aan de Moskouse universiteit had leren kennen.
Sokolov kreeg wereldwijd bekendheid door zijn (ook in het Nederlands vertaalde) experimentele roman School der gekken (1976). Heel dit boek is één lange ‘stream of consciousness’ van een gestoorde man, grillig en onvoorspelbaar, vol woordspelingen, frisse associaties en spelen met beelden en klanken. De invloed van James Joyce is onmiskenbaar.
Ook zijn volgende romans, Tussen hond en wolf (1980) en Astrophobia (1985), kennen nauwelijks handeling. Doordat ze nog meer dan School der gekken drijven op ingenieuze woordspelingen en taalspel, gelden ze als schier onvertaalbaar.